# Can Balmes
|  | Per a altres significats, vegeu «Can Balmes (Girona)». |

Can Balmes és una masia a l'est del nucli de Santa Maria de Palautordera (al Vallès Oriental) inclosa a l'Inventari del Patrimoni Arquitectònic de Catalunya. Masia situada en el Pla del Temple que participava, junt amb Ca l'Auleda i Can Bernades, d'un canal de rec provinent de Mosqueroles. El canal possiblement fou construït pels templers.
Masia orientada cap al sud. Coberta a dues vessants. Consta de planta baixa i pis. A la façana es poden observar, immediatament al costat del portal, les restes de les cantoneres de l'antic edifici. El portal és dovellat amb arc de mig punt.
La finestra de la seva dreta és de pedra d'arc pla, la de la dreta és moderna. Al pis les finestres són de tres tipus: la de l'esquerra és lobulada, la del centre semi-arquejada i la de l'extrem dret, lobulada i apuntada. A sobre del portal hi ha una finestra espitllerada. Hi ha annexos adossats al voltant de la casa.
Des del 2016 s'hi ha establert el Centre Cultural Can Balmes, gestionat per l'Ateneu de les Arts en col·laboració amb l'ajuntament.